# Dungannon and South Tyrone
Dungannon and South Tyrone var ett distrikt i grevskapet Tyrone i Nordirland. Huvudort för distriktet var Dungannon.
I samband med en distriktsreform i Nordirland 1 april 2015 slogs distrikten Cookstown, Dungannon and South Tyrone och Magherafelt samman till distriktet Mid Ulster. 

## Städer
- Augher, Aughnacloy
- Ballygawley, Benburb
- Caledon, Clogher, Coalisland
- Fivemiletown
- Moy